# Cordislândia
Cordislândia este un oraș în unitatea federativă Minas Gerais (MG), Brazilia.